# Ole Berglund
Ole Johannes Hjalmar Sem Berglund (* 3. August 1937 in Paamiut; † 23. Dezember 2014 in Galten) war ein grönländischer Lehrer und Politiker.

## Leben
Ole Berglund war der Sohn des Oberkatecheten Josva Pavia Kristian Nathanael Berglund (1896–?) und seiner Frau Sofie Thale Kristine Kleist (1903–?). Er ließ sich im dänischen Haslev zum Lehrer ausbilden und schloss die Ausbildung 1962 ab. Anschließend arbeitete er als Schullehrer.
Er wurde 1971 für eine Legislaturperiode in Grønlands Landsråd gewählt. Ab 1974 wurde er jedoch von Mathæus Tobiassen vertreten. 1973 war er Zweiter Stellvertreter für Nikolaj Rosing bei der Folketingswahl 1973. Bei der Folketingswahl 1975 trat er als Nikolaj Rosings Erster Stellvertreter an. Dieser wurde wie bereits 1973 gewählt und als er 1976 verstarb, nahm Ole Berglund seinen Platz im Folketing ein. Bei der Folketingswahl 1977 kandidierte er selbst, musste sich aber Otto Steenholdt geschlagen geben.
Er kehrte nicht mehr nach Grönland zurück, sondern ließ sich in Galten nieder, wo er ab 1981 als damals einziger Grönländer in einem dänischen Kommunalrat saß. Er blieb zwölf Jahre lang Kommunalratsmitglied und starb Ende 2014 im Alter von 77 Jahren.